# Hexatoma constricta
Hexatoma constricta är en tvåvingeart. Hexatoma constricta ingår i släktet Hexatoma och familjen småharkrankar.

## Underarter
Arten delas in i följande underarter:
- H. c. constricta
- H. c. sunda